# 1858 w sztukach plastycznych
Wydarzenia w sztukach plastycznych i wizualnych w 1858 roku.

## Malarstwo

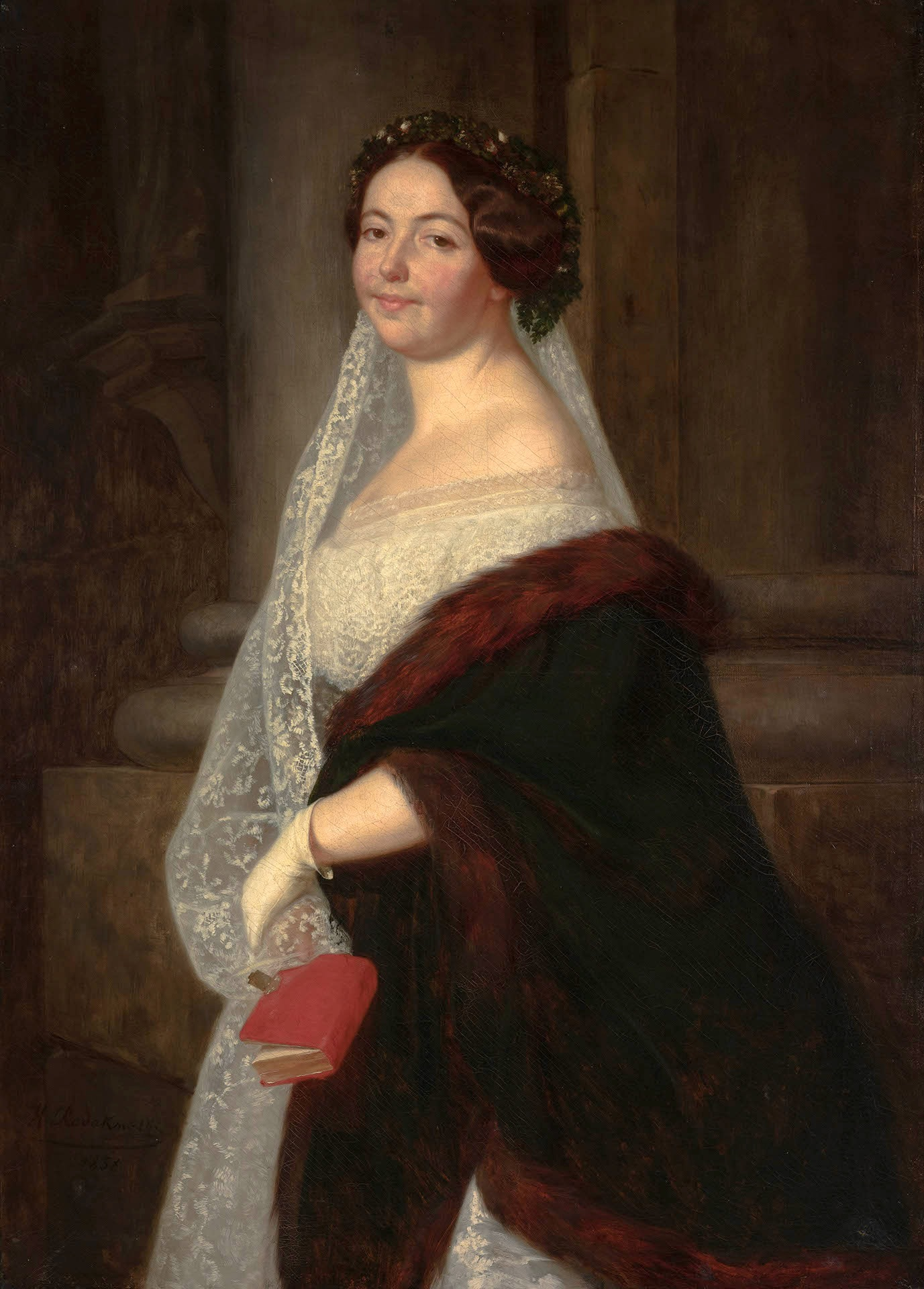
Henryk Rodakowski Portret siostry artysty, Wandy Müller-Wandau

- Albert Bierstadt

Lake Lucerne – olej na płótnie, 182,9x304,8 cm
- Henryk Rodakowski

Portret siostry artysty, Wandy Müller-Wandau – olej na płótnie, 121×91 cm
Autoportret przy sztalugach - olej na płótnie, 60x45

## Urodzeni
- 10 stycznia – Heinrich Zille (zm. 1929), niemiecki grafik, litograf, malarz, rysownik i fotograf
- 14 stycznia – Maria Nostitz-Wasilkowska (zm. 1922), polska malarka, portrecistka i pastelistka
- 13 marca – Maximilien Luce (zm. 1941), francuski malarz, grafik i anarchista
- 9 kwietnia – Zdenka Braunerová (zm. 1934), czeska graficzka, ilustratorka i malarka
- 14 maja – Anthon van Rappard (zm. 1892), holenderski malarz i rysownik
- 16 czerwca – John Peter Russell (zm. 1930), australijski malarz impresjonistyczny
- 12 września – Fernand Khnopff (zm. 1921),  belgijski malarz symbolista, grafik i rzeźbiarz
- 21 listopada – Maria Dulębianka (zm. 1919), polska malarka, działaczka społeczna i publicystka
- 24 listopada – Marija Baszkircewa (zm. 1884), ukraińska malarka i rzeźbiarka

## Zmarli
- 9 kwietnia – Joseph Karl Stieler (ur. 1781), niemiecki neoklasyczny malarz portrecista
- 15 czerwca – Ary Scheffer (ur. 1795), francuski malarz, rytownik i ilustrator pochodzenia holenderskiego
- 15 lipca – Aleksandr Iwanow (ur. 1806), rosyjski malarz neoklasycystyczny
- 12 października – Hiroshige Andō (ur. 1797), jeden z najbardziej znanych japońskich malarzy, grafików i twórców ukiyo-e